# Mark Webber (acteur)
Pour les articles homonymes, voir Mark Webber (homonymie).
Mark Webber est un acteur, producteur, réalisateur et scénariste américain, né le 19 juillet 1980 à Minneapolis, dans le Minnesota (États-Unis).

## Biographie

### Vie privée
Il est en couple depuis septembre 2012 avec l'actrice australienne Teresa Palmer. Leur relation a commencé sur Twitter, dans une interview la jeune femme a expliqué « en fait, c'est réellement embarrassant, je l'ai rencontré après avoir vu la bande-annonce de son film End of Love, et réalisé que nous avions tant en commun ».
Ils se fiancent en août 2013 et se marient le 21 décembre 2013 au Mexique.
Ensemble ils ont quatre enfants : Bodhi Rain, né en 2014. Forest Sage, né en 2016. Poet Lake, née en 2019. et Prairie Moon, née en 2021.

## Filmographie

### Cinéma

#### Longs métrages
- 1998 : Edge City d'Eugene Martin : Johnny
- 1998 : The Evil Within de Jeffrey Bydalek : Ralph
- 1999 : Drive Me Crazy de John Schultz : Dave Ednasi
- 1999 : Whiteboys (Whiteboyz) : Trevor
- 1999 : Jesus' Son d'Alison Maclean : Jack Hotel
- 2000 : Animal Factory de Steve Buscemi : Tank
- 2000 : Jour blanc (Snow Day) de Chris Koch : Hal Brandston
- 2000 : Les Initiés (Boiler Room) de Ben Younger : Kid
- 2001 : Storytelling de Todd Solondz : Scooby Livingston
- 2001 : Chelsea Walls d'Ethan Hawke : Val
- 2001 : The Rising Place de Tom Rice : Will Bacon
- 2002 : Le Projet Laramie (The Laramie Project) de Moisés Kaufman : Aaron McKinney
- 2002 : Hollywood Ending de Woody Allen : Tony Waxman
- 2002 : Influences (People I Know) de Daniel Algrant : Ross
- 2002 : Bomb the System d'Adam Bhala Lough : Anthony 'Blest' Campo
- 2004 : Winter Solstice de Josh Sternfeld : Pete Winters
- 2005 : Dear Wendy de Thomas Vinterberg : Stevie
- 2005 : Broken Flowers de Jim Jarmusch : The Kid
- 2006 : The Memory Thief de Gil Kofman : Lukas
- 2006 : Just Like the Son de Morgan J. Freeman : Daniel Carter
- 2006 : The Hottest State d'Ethan Hawke : William Harding

- 2007 : The Good Life de Stephen Berra : Jason
- 2007 : Good Dick de Marianna Palka : Derek
- 2009 : Le Psy d'Hollywood (Shrink) de Jonas Pate : Jeremy
- 2009 : Life Is Hot in Cracktown de Buddy Giovinazzo : Ridley
- 2010 : Scott Pilgrim (Scott Pilgrim vs. the World) d'Edgar Wright : Stephen Stills
- 2012 : Save the date de Michael Mohan : Jonathan
- 2012 : American Sexy Phone (For a Good Time, Call...) de Jamie Travis : Sean
- 2013 : Le dernier refuge (Goodbye World) de Denis Hennelly :
- 2014 : Girls Only (Laggies) de Lynn Shelton : Anthony
- 2014 : 13 Sins de Daniel Stamm : Elliot Brindle
- 2014 : Jessabelle de Kevin Greutert : Preston
- 2014 : Happy Christmas de Joe Swanberg : Kevin
- 2014 : The Ever After de lui-même : Thomas (également co-scénariste)
- 2015 : Uncanny de Matthew Leutwyler  : David
- 2015 : Green Room de Jeremy Saulnier : Daniel
- 2016 : Antibirth de Danny Perez : Gabriel
- 2017 : Inheritance de Laura E. Davis et Jessica Kaye : Ben
- 2017 : The Scent of Rain & Lightning de Blake Robbins : Chase Linder
- 2018 : Don't Worry, He Won't Get Far on Foot de Gus Van Sant : Mike
- 2018 : Spivak d'Anthony Abrams et Adam Larson Broder : Jesse Mueller
- 2020 : The Place of No Words de lui-même : Mark
- 2020 : Blocks de Bridget Moloney : Eric
- 2020 : Clover de Jon Abrahams : Jackie
- 2024 : Riposte (Trigger Warning) de Mouly Surya

#### Court métrage
- 2013 : Welcome to Willits : After Sundown de Trevor Ryan : Brock
- 2020 : Ali's Realm de Mario Torres Jr. : Dr Wilkes

### Télévision

#### Séries télévisées
- 2010 : Medium : L'homme en combinaison ignifuge
- 2017 / 2019 : SMILF : Père Eddie

#### Téléfilm
- 2010 : Noël sans cadeaux (Gift of the Magi) de Lisa Mulcahy : Jim Young

### Producteur
- 2002 : Bomb the System
- 2006 : Weapons

### Réalisateur
- 2008 : Explicit Ills
- 2012 : The End of Love
- 2014 : The Ever After
- 2017 : Flesh and Blood
- 2020 : The Place of No Words

## Distinctions
- Prix Young Star du meilleur jeune acteur en 2000 pour Jour blanc.
- Prix Rising Star lors du Festival du film de Philadelphie en 2007.